# Hexaom
Hexaom, anciennement Groupe Maisons France Confort, est un constructeur français de maisons individuelles. Il est coté à la Euronext Growth Paris.

## Histoire
L'entreprise de menuiserie est créée en 1919 et est dirigée familialement depuis cinq générations.
De 1874 à 1919, Hippolyte Prout crée sa scierie à Alençon dans l’Orne ainsi qu’une exploitation forestière. La qualité des forêts environnantes et l’industrialisation du département permettent alors à l’entreprise de se développer[réf. souhaitée].
En 1958, l'entreprise investit le marché de la construction de la maison individuelle, porté par le programme de reconstruction orientés vers le pavillon. 
En 1977, l’entreprise vend sa 5000e maison depuis sa création en 1919.
En 2012 est présenté Concept MFC 2020, une maison à énergie positive couplée à une voiture électrique. 
En 2015, le groupe Maisons France Confort fait l'acquisition des marques Camif Habitat et IlliCO travaux[réf. souhaitée]. 
En 2018, le groupe Maisons France Confort présente le concept de maison à énergie positive et bas carbone, YRYS,. 
En 2019, le groupe Maisons France Confort devient Hexaom,,. L'entreprise fait l'acquisition du Groupe Plaire, spécialiste de la construction de maisons individuelles dans la région de La Rochelle.
Début 2024, le groupe annonce s'attendre à une forte chute (entre 25 % et 30 %) de la construction de maisons individuelles en 2024, dans le cadre d'un marché immobilier morose.